# Electric Byrd
Electric Byrd ist ein 1970 bei Blue Note Records erschienenes Studioalbum des Jazz-Trompeters Donald Byrd im Stil des Fusion. Als Produzent trat Duke Pearson auf. Das Album wurde in den Rudy-Van-Gelder-Studios am 15. Mai 1970 eingespielt.

## Hintergrund
Electric Byrd fällt in eine Schaffensphase Donald Byrds, die von der Fokusverschiebung von „klassischem“ Jazz zu Fusion-Einflüssen und Jazzfunk gekennzeichnet ist. Wie der Titel verrät, beginnt hier die musikalische Auseinandersetzung Byrds mit elektronischen Klängen. Von besonderer Bedeutung für das Klangbild ist das E-Piano-Spiel Duke Pearsons, der auch auf die Arrangements großen Einfluss hatte.
Das Album erzeugt eine teilweise sphärische Stimmung, wird zugleich jedoch durch brasilianisch angehauchte komplexe Rhythmen und perkussive Akzente bestimmt.
Der Drive wird jedoch beispielsweise durch das Spiel mit Dissonanzen in Estavanico gebrochen, daneben verleihen ungewohnte tonale Verbindungen und Einflüsse aus der Weltmusik dem Album einen experimentellen Charakter.

## Titelliste
- A1. Estavanico (11:00, D. Byrd)
- A2. Essence (10:30, D. Byrd)
- B1. Xibaba (13:35, A. Morreira)
- B2. The Dude (8:00, D. Byrd)

Drei der vier Stücke stammen aus der Hand Donald Byrds, der brasilianische Percussionist Airto Morreira steuerte Xibaba bei. Die ersten drei Stücke sind geprägt von eher ruhiger Stimmungsmalerei, während der abschließende Track The Dude eine vergleichsweise klassische Jazzfunk-Nummer ist.

## Besetzung
Byrd wartet mit einer 11-köpfigen Besetzung auf, der größten seiner Fusion-Alben. Folgende Instrumentalisten sind gemäß LP-Hülle auf der Platte zu hören:
- Donald Byrd (tp),
- Jerry Dodgion (as/ss/fl)
- Frank Foster (ts/acl)
- Lew Tabackin (ts/fl)
- Pepper Adams (bars/cl)
- Bill Campbell (tb)
- Hermeto Pascoal (fl, nur Xibaba)
- Duke Pearson (ep)
- Ron Carter (b)
- Mickey Roker (dr)
- Airto Morreira (perc)
- Wally Richardson (git).

## Rezeption
Nat Hentoff hebt in einer auf der LP-Hülle abgedruckten Kritik Einzelleistungen der mitwirkenden Instrumentalisten, die zentrale Rolle Duke Pearsons und besonders die Trompetenkünste Donals Byrds hervor. Weiter urteilt er, das Album sei von einer gewissen Zeitlosigkeit:

„[…] As in his work throughout the years, Donald shapes the time rather than being imprisoned in it. Accordingly, this set will be worth revisiting no matter what trends crest a year or a decade from now. Electric Byrd is an arresting stage in the continuing musical odyssey of a singularly inquisitive and ‚together‘ composer-performer.“

Außerdem äußert sich über das Wesen der Musikstücke auf Electric Byrd:

„[…] What takes place, especially in the first three pieces, are absorbing aural landscapes – or rather feelingscapes – of the imagination. Moods are set, with electric immediacy, and they change as the focus moves from solo statements to collective movement-through-texture to intricate rhythm section designs and then on in various mixtures of the previous ingredients. There is, in sum, a pervasive cohesiveness in these works even though so much is going on – in terms of dynamics, color changes, rhythmic contours, melodic shapes – in each piece. […]“

Eine ähnlich positive Meinung hat auch Allmusic-Kritiker Steve Huey, der durch Miles Davis’ Bitches Brew im selben Jahr eingeführte Neuerungen als musikalischen Haupteinfluss des Albums sieht. Er bewertet das Album mit 4,5 von 5 möglichen Sternen.

„Donald Byrd's transitional sessions from 1969–1971 are actually some of the trumpeter's most intriguing work, balancing accessible, funky, Davis-style fusion with legitimate jazz improvisation. Electric Byrd, from 1970, is the best of the bunch, as Byrd absorbs the innovations of Bitches Brew and comes up with one of his most consistent fusion sets of any flavor. […] So even if it wears its influences on its sleeve, Electric Byrd is indisputably challenging, high-quality fusion. It's also the end of the line for jazz purists as far as Donald Byrd is concerned, which is perhaps part of the reason the album has yet to receive its proper due.“